# Цзоу Дэцзя
Цзо́у Дэцзя́ (кит. упр. 邹德佳, пиньинь Zōu Déjiā; род. 7 апреля 1983, Харбин) — китайский кёрлингист, запасной в команде КНР на Олимпийских играх 2014 года.

## Достижения
- Тихоокеанско-азиатский чемпионат по кёрлингу: золото (2012, 2013, 2014), серебро (2017).

## Команды
| Сезон                                               | Четвёртый   | Третий      | Второй        | Первый      | Запасной                                                    | Турниры                                           |
| --------------------------------------------------- | ----------- | ----------- | ------------- | ----------- | ----------------------------------------------------------- | ------------------------------------------------- |
| 2007                                                | Цзоу Дэцзя  | Wang Zi     | Чжан Чжипэн   | Yang Tuo    | Чэнь Луань тренер: Ли Хунчэнь                               | ЗУ 2007 (5 место)                                 |
| 2007—08                                             | Цзан Цзялян | Chen Luan   | Wang Zhiqiang | Цзоу Дэцзя  |                                                             |                                                   |
| 2012—13                                             | Цзоу Дэцзя  | Chen Luan   | Ji Yangsong   | Li Guang Xu |                                                             |                                                   |
| 2012—13                                             | Лю Жуй      | Сюй Сяомин  | Цзан Цзялян   | Ба Дэсинь   | Цзоу Дэцзя тренеры: Lorne Hamblin, Ли Хунчэнь               | ТАЧ 2012                                          |
| 2012—13                                             | Лю Жуй      | Сюй Сяомин  | Ба Дэсинь     | Цзан Цзялян | Цзоу Дэцзя тренер: Ли Хунчэнь                               | ЧМ 2013 (6 место)                                 |
| 2013—14                                             | Цзоу Дэцзя  | Bai Yang    | Ван Цзиньбо   | Чжан Жунжуй | Wang Peng                                                   |                                                   |
| 2013—14                                             | Лю Жуй      | Сюй Сяомин  | Ба Дэсинь     | Цзан Цзялян | Цзоу Дэцзя тренеры: Ли Хунчэнь (ТАЧ, ЗОИ), Марсель Рок (ЧМ) | ТАЧ 2013 · ЗОИ 2014 (4 место) · ЧМ 2014 (6 место) |
| 2014—15                                             | Цзан Цзялян | Цзоу Дэцзя  | Ба Дэсинь     | Цзоу Цян    | Ван Цзиньбо тренер: Ли Хунчэнь                              | ТАЧ 2014                                          |
| 2014—15                                             | Цзан Цзялян | Цзоу Дэцзя  | Ба Дэсинь     | Ван Цзиньбо | Чжан Жунжуй тренер: Ли Хунчэнь                              | ЧМ 2015 (8 место)                                 |
| 2015—16                                             | Цзоу Дэцзя  | Ван Цзиньбо | Zhang Tian Yu | Чжан Жунжуй |                                                             |                                                   |
| 2017—18                                             | Цзоу Дэцзя  | Цзоу Цян    | Сюй Цзинтао   | Шао Чжилинь | Ма Яньлун тренер: Марсель Рок                               | ТАЧ 2017 · ЧМ 2018 (12 место)                     |
| Кёрлинг среди смешанных пар (mixed doubles curling) |             |             |               |             |                                                             |                                                   |
| 2011                                                | Цзоу Дэцзя  | Li Xue      |               |             | тренер: Чжан Вэй                                            | ЧМСП 2011 (6 место)                               |
| 2018—19                                             | Фу Ивэй     | Цзоу Дэцзя  |               |             | тренеры: Чжан Вэй, Zhu Yu                                   | ЧМСП 2019 (19 место)                              |

(скипы выделены полужирным шрифтом; см. также )